# Somera taiwana
Somera taiwana är en fjärilsart som beskrevs av Alexander Schintlmeister. Somera taiwana ingår i släktet Somera och familjen tandspinnare. Inga underarter finns listade i Catalogue of Life.